# Риманова поверхность

Риманова поверхность для функции

Ри́манова пове́рхность — математический объект, традиционное в комплексном анализе название одномерного комплексного дифференцируемого многообразия.
Примерами римановых поверхностей являются комплексная плоскость и сфера Римана. Поверхность Римана позволяет геометрически представить многозначные функции комплексной переменной таким образом, что каждой её точке соответствует одно значение многозначной функции, причём при непрерывном перемещении по поверхности непрерывно изменяется и функция. Каноническим видом поверхности Римана является представление в виде плоской лепёшки с некоторым количеством дыр.
Топологической характеристикой римановой поверхности является род; поверхность рода {\displaystyle g=0} — это сфера, поверхность рода {\displaystyle g=1} — тор.

## История
Поверхности такого рода систематически изучать начал Бернхард Риман (1826—1866).
По мнению Феликса Клейна, идея римановой поверхности принадлежит еще Галуа: в предсмертном письме он упоминает среди своих достижений какие-то исследования по «двусмысленности функций» (фр. ambiguïté des functions).